# De 141 dage
De 141 dage er en film instrueret af Ib Makwarth.

## Handling
BT-klubbens kamp mod direktionen for det Berlingske Hus og Dansk Arbejdsgiverforening.